# Dardo (armata)

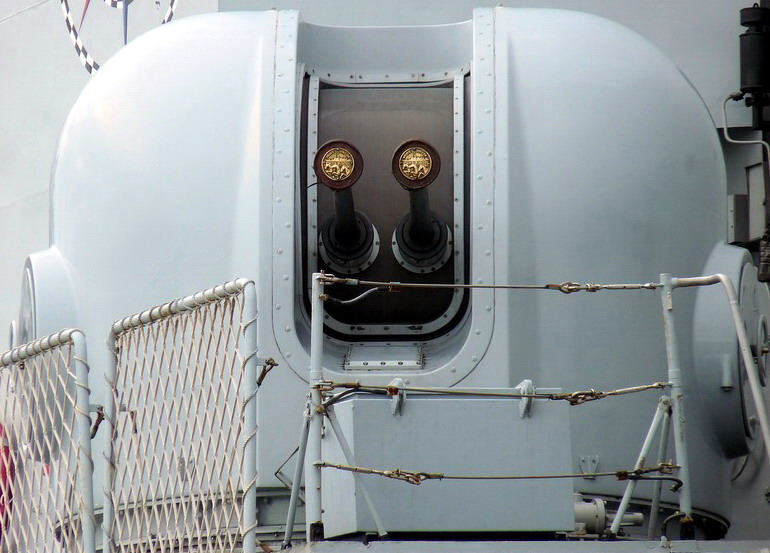
DARDO na pokładzie fregaty Scirocco (1982)

Dardo (z wł. strzała) – włoski system artyleryjski obrony bezpośredniej zbudowany przez włoskie firmy Breda i OTO Melara. Składa się on z dwóch zbudowanych przez Bredę 40 mm armat Bofors strzelających pociskami wybuchowymi (HE), radaru kierowania ogniem (RTN-10X) oraz systemu kierowania ogniem (RTN-20X i Dardo). Jest to ostatni model z serii włoskiej broni przeciwlotniczej wywodzącej się ze szwedzkich dział automatycznych 40 mm Bofors.

## Cel
Głównym celem systemu jest obrona przed pociskami przeciwokrętowymi, bezzałogowymi statkami powietrznymi oraz inną bronią precyzyjnego rażenia. System ten może być również stosowany do zwalczania samolotów i śmigłowców, statków,  małych jednostek pływających, pływających min i celów przybrzeżnych.

## Instalacja
DARDO jest zainstalowany w zamkniętej wieży z dwoma różnymi podstawami: Typ A z 440-nabojowym magazynem wewnętrznym i 292-nabojowym magazynem pod pokładem; Typ B tylko z wewnętrznym magazynem 440-nabojowym.